# Лукман Аруна
Лукман Аруна Абдулкарім (англ. Lukman Haruna Abdulkarim, нар. 4 грудня 1990, Лагос, Нігерія) — нігерійський футболіст, півзахисник вірменського «Арарата», екс-гравець збірної Нігерії.

## Життєпис

### Клуб
Аруна народився 4 грудня 1990 року в місті Лагос. Проходив навчання в найкращих нігерійських футбольних академіях, таких як «Модерейт Старз» та «Глобал Крістал». Його потужна гра вже тоді привернула увагу селекціонерів провідних європейських грандів. Уже в 16 років у Лукмана був свій агент Джон Ола Шитту, який успішно просував хлопця.

#### «Монако»
У січні 2008 року Лукман перебрався в «Монако». І перший свій сезон він провів в молодіжній команді, де доводив Рікардо Гомесу свої претензії на місце в першій команді. І в кінці сезону 2008/2009 тренер почав підпускати 18-ти річного футболіста до першої команди. Дебют за перший склад «Монако» відбувся 1 березня 2009 року у 26 турі Ліги 1 в матчі проти «Сент-Етьєна», коли за 17 хвилин до кінця матчу молодий нігерієць замінив центрбека Франсуа Модесто.
Наступні два сезони він проводив стабільно в основі «Монако», яке балансувала на грані вильоту. За підсумками сезону 2010-11 клуб таки вилетів до Ліги 2. Аруна не захотів грати в другому дивізіоні.
Усього за «Монако» провів 51 матч і забив 3 голи.

#### «Динамо» (Київ)
26 червня 2011 року за 1 500 000 € перейшов у «Динамо» (Київ). Дебютував за новий клуб у першому ж офіційному матчі — Суперкубку України 2011, де кияни з рахунком 3-1 перемогли «Шахтар» (Донецьк). Аруна вийшов у стартовому складі і відразу здобув першу нагороду у футболці «біло-синіх».
30 листопада 2012 року забив свій дебютний гол за «Динамо». Це сталося у матчі проти ужгородської «Говерли», що відбувся в рамках 18 туру Чемпіонату України.

#### Казахстан
У березні 2016 року на умовах оренди мав стати гравцем казахстанського «Кайрата», але зрештою клубові не підійшов, бо не зміг пройти медогляд. Із квітня на правах оренди офіційно приєднався до складу «Астани», яку залишив улітку того ж року.

### Збірна
Пройшов всі рівні збірної своєї країни. У 2006 році увійшов до складу збірної до 17 років, яка тріумфально підкорила світовий чемпіонат та чемпіонат Африки. А сам гравець був у цій команді непорушним лідером і капітаном. 6 грудня 2008 був включений до складу збірної молодіжному чемпіонаті Африки 2009 (до 20 років), де забив гол і допоміг збірній здобути бронзові медалі турніру.
Дебютував за національну збірну Нігерії 9 січня 2008 року у віці 17 років в матчі проти збірної Судану. 30 травня 2010 року забив свій перший гол за збірну в матчі проти збірної Колумбії. У червні 2010 року Аруна був включений головним тренером збірної Ларсом Лагербеком до складу учасників ЧС-2010. На турнірі провів два повних матчі.

## Досягнення

### Клубні
«Монако»
- Фіналіст Кубка Франції: 2010

 «Динамо» (Київ)
- Володар Суперкубка України: 2011

### Збірні
- Чемпіон світу (U-17): 2007
- Чемпіон Африки (U-17): 2007
- Бронзовий призер чемпіонату Африки (до 20 років): 2009